# Clewiston
La ville de Clewiston est située dans le comté de Hendry, dans l’État de Floride, aux États-Unis.

## Démographie
| 1940  | 1950  | 1960  | 1970  | 1980  | 1990  |
| ----- | ----- | ----- | ----- | ----- | ----- |
| 1 338 | 2 499 | 3 114 | 3 896 | 5 219 | 6 085 |

| 2000  | 2010  | - | - | - | - |
| ----- | ----- | - | - | - | - |
| 6 460 | 7 155 | - | - | - | - |

Sa population s’élevait à 7 155 habitants lors du recensement de 2010, estimée à 7 648 habitants en 2016.

## Source
- (en) Cet article est partiellement ou en totalité issu de l’article de Wikipédia en anglais intitulé « Clewiston, Florida » (voir la liste des auteurs).